# Rave Tapes
Rave Tapes es el octavo álbum de estudio de la banda escocesa de post-rock Mogwai, lanzado el 20 de enero de 2014 por el sello Rock Action Records en el Reino Unido, y un día después en Estados Unidos por Sub Pop. El álbum fue publicado en forma de vinilo, CD, descarga digital y como box set de edición limitada. 

## Listado de canciones
| N.º   | Título                       | Duración |  |
| 1.    | «Heard About You Last Night» | 5:22     |  |
| 2.    | «Simon Ferocious»            | 4:48     |  |
| 3.    | «Remurdered»                 | 6:25     |  |
| 4.    | «Hexon Bogon»                | 2:35     |  |
| 5.    | «Repelish»                   | 3:56     |  |
| 6.    | «Master Card»                | 3:57     |  |
| 7.    | «Deesh»                      | 5:33     |  |
| 8.    | «Blues Hour»                 | 6:17     |  |
| 9.    | «No Medicine for Regret»     | 5:39     |  |
| 10.   | «The Lord is Out of Control» | 4:21     |  |
| 49:03 |                              |          |  |

Canciones extra incluidas en la box set
La box set del álbum incluye tres canciones extra:

| N.º | Título                            | Duración |  |
| 11. | «Bad Magician 3»                  | 3:32     |  |
| 12. | «Die 1 Dislike!»                  | 5:26     |  |
| 13. | «Tell Everybody That I Love Them» | 4:38     |  |